# Mutuelle générale des affaires sociales
 (juillet 2014).
Si vous disposez d'ouvrages ou d'articles de référence ou si vous connaissez des sites web de qualité traitant du thème abordé ici, merci de compléter l'article en donnant les références utiles à sa vérifiabilité et en les liant à la section « Notes et références ».
La Mutuelle générale des affaires sociales (MGAS) est une mutuelle régie par le Livre II du code de la mutualité. Elle propose des offres santé, prévoyance et services en contrats individuels et collectifs.
Elle est issue de la fusion, en 1970, de la Mutuelle des personnels du ministère de la Santé publique et de la Population, et de la Mutuelle des personnels du ministère du Travail (toutes deux créées par les agents des ministères en 1945).

## Historique
La MGAS est créée en 1970. Elle est l'un des membres fondateurs du Groupe Intériale en 2010, première union mutualiste de groupe, qui protège plus de 500 000 personnes. La MGAS est référencé par les ministères sociaux (ministère de la Santé, ministère du Travail) comme unique organisme de protection sociale complémentaire de leurs agents. Trois ans plus tard, elle reçoit la certification ISO 9001:2008 pour la qualité de gestion de sa relation adhérents. À compter de 2017, à la suite de la transformation des unions mutualiste de groupe en groupes prudentiels,  la MGAS décide de quitter le Groupe Intériale .
Son action se veut guidée par la solidarité, la proximité et la qualité. 